# Дискуссионные вопросы либертарианства
Различные источники определяют либертарианство по-разному, поскольку среди ученых нет единого мнения ни об определении, ни о том, как следует использовать этот термин в качестве исторической категории. Ученые в целом согласны с тем, что либертарианство относится к группе политических философий, которые подчеркивают свободу, индивидуальную свободу и добровольные ассоциации. Либертарианцы обычно выступают за общество с минимизированной государственной властью или без нее. Степень и характер минимизации определяется возможностью соблюдения принципа неагрессии. Полный же отказ от правительства исходит из представления о невозможности соблюдения государством этого основополагающего принципа.
Стэнфордская философская энциклопедия определяет либертарианство как моральное представление о том, что агенты изначально полностью владеют собой и обладают определенными моральными способностями приобретать права собственности на внешние объекты. Либертарианский историк Джордж Вудкок определяет либертарианство как философию, которая фундаментально сомневается в авторитете и выступает за преобразование общества путем реформы или революции. Философ-либертарианец Родерик Т. Лонг определяет либертарианство как «любую политическую позицию, которая защищает радикальное перераспределение власти от принудительного государства к добровольным ассоциациям свободных людей, принимает ли "добровольное объединение" форму свободного рынка или общинных кооперативов. Согласно американской Либертарианской партии, либертарианство - это сохранение правительства при условии добровольного его финансирования и ограничения его функций защитой людей от принуждения и насилия.
Либертарианство является зонтичной политической идеологией, течения которой отличны по отношению их к частной собственности и допустимой степени государственного вмешательства. Например, левые либертарианцы придумали этот термин как синоним анархизма. За пределами Соединенных Штатов либертарианство по-прежнему является синонимом анархизма и социализма (социальный анархизм и либертарный социализм). Правое либертарианство, известное в США просто как либертарианство, был придуман как синоним классического либерализма в мае 1955 года писателем Дином Расселом из-за либералов, принявших прогрессивизм и экономический интервенционизм в начале 20-го века после Великой депрессии и с Новым курсом. В результате этот термин был использован в середине 20-го века, чтобы вместо этого защищать laissez-faire капитализм и сильные права частной собственности, такие как земля, инфраструктура и природные ресурсы. Таким образом, основная дискуссия между двумя формами либертарианства касается легитимности частной собственности и ее значения. Большинство других споров остается в рамках правого либертарианства поскольку аборты, смертная казнь, внешняя политика, права ЛГБТ и иммиграция не являются проблемами для левых либертарианцев в то время как в рамках правого либертарианства они обсуждаются из-за различия между культурно-либеральными и культурно-консервативными правыми либертарианцами.

## Философия
Либертарианские философии обычно делятся на три основных вопроса, а именно: (1) этической теорией, определяются ли действия как моральные следствия или с точки зрения естественных прав (или деонтологически); (2) легитимность частной собственности; и (3) легитимность государства. Таким образом, либертарианская философия может быть разделена на восемь групп на основе этих различий.

### Аборты
По оценкам, 60–70% американских либертарианцев считают, что женщины имеют право на аборт, хотя многие, идентифицирующие себя сторонниками прочойс, утверждают, что аборт становится смертельно опасным на определенном этапе беременности и, следовательно, не должен оставаться законным после этого срока.
Напротив, Либертарианская партия заявляет, что правительство не должно играть никакой роли в ограничении абортов, подразумевая противодействие любому и всем предлагаемым федеральным законам или законам штата, которые могут запрещать любой метод аборта на любой стадии беременности. Такие группы, как Ассоциация либертарианских феминисток и Прочойс Либертарианцы, поддерживают полное исключение правительства из этой проблемы.
С другой стороны, Либертарианцы за жизнь утверждают, что человеческие зиготы, эмбрионы и зародыши обладают теми же естественными правами человека и заслуживают той же защиты, что и новорожденные, призывая запретить аборты как агрессивный акт против нерождённого ребенка, обладающего правами. Бывший конгрессмен от Техаса Рон Пол, номинальный глава американского либертарианства, является врачом, выступающим за жизнь, как и его сын сенатор от Кентукки Рэнд Пол. Тем не менее, большинство американских либертарианцев, будь то прочойс или за жизнь, согласны с тем, что федеральное правительство не должно играть никакой роли в запрете, защите или содействии абортам, и выступают против заключения Верховного суда по делу Роу против Уэйда о том, что аборт является основополагающим правом, если он выполняется в течение первого триместра беременности в силу подразумеваемого конституционного права на частную жизнь.
Кроме того, существуют взгляды на права собственности, связанные с эвикционизмом и департуризмом, которые допускают, что нежелательный плод является нарушителем права собственности матери (ее матки), но считают, что это обозначение не означает, что ребенок может быть убит напрямую. Первая точка зрения утверждает, что нарушитель может быть убит только косвенно в результате эвикции, в то время как вторая точка зрения поддерживает только несмертельную эвикцию во время нормальной беременности.

### Смертная казнь
Правые либертарианцы не имеют консенсуса о смертной казни. Те, кто выступает против неё, обычно рассматривают её как чрезмерное злоупотребление государственной властью, которое по самой своей природе необратимо, и американские либертарианцы, возможно, видят в этом также противоречие с запретом Билля о правах на "жестокое и необычное наказание". Некоторые либертарианцы, которые считают, что смертная казнь может быть справедливой при определенных обстоятельствах, могут выступать против казни, основываясь на практических соображениях. Те, кто поддерживает смертную казнь, делают это по соображениям самообороны или возмездия.

### Этика
В целом существует два разных типа либертарианства, основанных на этических доктринах, а именно консеквенциалистское либертарианство и естественно-правовое либертарианство или деонтологическое либертарианство. Деонтологические либертарианцы придерживаются мнения, что естественные права существуют, и оттуда утверждают, что применение силы и мошенничества не должно иметь места. Естественно-правовое либертарианство может включать в себя как правое либертарианство, так и левое либертарианство. Либертарианцы-консеквенциалисты утверждают, что свободный рынок и сильные права частной собственности приводят к благотворным последствиям, таким как создание богатства или повышение эффективности, вместо того, чтобы придерживаться теории прав или справедливости. Существуют гибридные формы либертарианства, сочетающие деонтологические и консеквенциалистские рассуждения.
Контрактарианское либертарианство считает, что любая законная власть правительства проистекает не из согласия управляемых, а скорее из контракта или взаимного соглашения, хотя это можно рассматривать как сводимое к консеквенциализму или деонтологизму в зависимости от того, на каких основаниях контракты оправданы. Некоторые либертарные социалисты отвергают деонтологический и консеквенциалистский подходы и используют исторический материализм для оправдания своих политических убеждений.

### Внешняя политика
Либертарианцы вообще против любого военного вмешательства в другие страны. Другие либертарианцы также выступают против стратегических союзов с зарубежными странами. Согласно платформе 2016 года, Американская либертарианская партия выступает против любой иностранной помощи другим странам, и единственные войны, которые они поддерживают, - это ситуации самообороны. Такие либертарианцы обычно пытаются объяснить, что они не изоляционисты, а сторонники невмешательства.

### Иммиграция
Либертарианцы в целом поддерживают свободу передвижения и открытые границы. Однако некоторые правые либертарианцы, особенно хоппеанцы анархо-капиталисты, которые предлагают полную приватизацию земли и природных ресурсов, утверждают, что политика открытых границ равносильна легализованному вторжению.

### Наследование
Либертарианцы расходятся во мнениях относительно того, что делать в случае отсутствия завещания или контракта в случае смерти, а также по поводу посмертных прав собственности. В случае заключения контракта исполнение контракта осуществляется в соответствии с пожеланиями собственника. Как правило, правые либертарианцы считают, что любое имущество, оставшееся без завещания, должно переходить живым родственникам умершего и что никакое имущество не должно передаваться государству. Другие говорят, что если не было составлено завещание, собственность немедленно переходит в естественное состояние, из которого любой (кроме государства) может приватизировать её.

### Интеллектуальная собственность
Либертарианцы придерживаются различных взглядов на интеллектуальную собственность (ИС) и патенты. Некоторые либертарианские теоретики естественных прав оправдывают права собственности на идеи и другие нематериальные активы точно так же, как они оправдывают права собственности на физические товары, говоря, что тот, кто их создал, владеет ими. Другие либертарианские теоретики естественных прав, такие как Стефан Кинселла, считают, что только физическим материалом можно владеть и что владение интеллектуальной собственностью равносильно незаконному заявлению о праве собственности на то, что входит в чужое сознание, которое нельзя удалить или контролировать без нарушения аксиомы о ненападении. Либертарианцы утилитарной традиции, выступающие за ИС, говорят, что ИС максимизирует инновации, в то время как либертарианцы против ИС из тех же убеждений говорят, что это вызывает нехватку инноваций. Согласно последней точке зрения, интеллектуальная собственность является эвфемизмом интеллектуального протекционизма и должна быть полностью отменена.

### Землевладение
Следуя философии классического либерализма политического экономиста и социального реформатора Генри Джорджа, известной как джорджизм, и движению активистов за единый налог, которые его поддерживали (см. также единый налог), некоторые центристы свободного рынка и несоциалистические левые либертарианцы, известные как геолибертарианцы, утверждают, что, поскольку земля не является продуктом человеческого труда, она неэластична в предложении и необходима для жизни и создания богатства, рыночная арендная стоимость земли должна должным образом считаться общественным достоянием. Они интерпретируют положение Локка и закон о равной свободе как означающие, что исключительное владение землей сверх равной доли совокупной стоимости земли обязательно ограничивает свободу других лиц в доступе к природному пространству и ресурсам. В целях поощрения свободы и минимизации отходов они утверждают, что при отсутствии улучшений отдельные лица должны передать арендную стоимость земли, на которую они имеют законное право, сообществу в качестве абонентской платы за привилегию исключать других с участка. Поскольку геолибертарианцы хотят ограничить влияние правительства, у них будет этот доход, чтобы финансировать универсальный базовый доход или гражданские дивиденды, которые также будут функционировать как сеть социальной защиты, чтобы заменить существующую систему социального обеспечения. Основываясь на законе об аренде Давида Рикардо, они также утверждают, что этот налоговый сдвиг послужит повышению заработной платы.

### Ограниченное правительство
Либертарианцы расходятся во мнениях о том, желательно ли вообще какое-либо правительство. Некоторые выступают за существование правительств и считают их общественно необходимыми, в то время как другие предпочитают общества без государства и рассматривают государство как нежелательное, ненужное и вредное, если не злом по природе.
Сторонники ограниченного либертарианского правительства или государства ночного сторожа утверждают, что передача всей защиты и судов под частный контроль, регулируемый только рыночным спросом, является неотъемлемой ошибкой правосудия, поскольку правосудие будет покупаться и продаваться как товар, тем самым объединяя подлинное беспристрастное правосудие с экономической властью. Рыночные анархисты возражают, что наличие защиты и судов, контролируемых государством, является аморальным и неэффективным средством достижения справедливости и безопасности. Либертарные социалисты полагают, что свобода несовместима с действиями государства, основанными на анализе государства в рамках классовой борьбы.

### Природные ресурсы
Правые либертарианцы, такие как защитники окружающей среды свободного рынка и объективисты, считают, что ущерб окружающей среде чаще всего является результатом государственной собственности и неправильного управления природными ресурсами, например, военно-промышленным комплексом. Другие правые либертарианцы, такие как анархо-капиталисты, утверждают, что частная собственность на все природные ресурсы приведет к улучшению окружающей среды, поскольку у частного владельца собственности будет больше стимулов для обеспечения долгосрочной стоимости собственности. Другие либертарианцы, такие как геолибертарианцы или левые либертарианцы, считают, что Земля не может законно удерживаться в аллодиуме, что узуфруктуарный титул с периодическим захватом и перераспределением стоимости земли позволяет избежать как трагедии общин, так и трагедии антиобщин при соблюдении равных прав на природные ресурсы.

### Пропертарианство
Правые либертарианские философии, как правило, являются сильными сторонниками собственности, которые определяют свободу как ненападение или состояние, в котором ни один человек или группа не агрессирует против любого другого человека или группы, где агрессия определяется как нарушение частной собственности. Эта философия неявно признает частную собственность как единственный источник законной власти. Пропертарианские либертарианцы считают, что порядок частной собственности является единственно этичным и ведет к наилучшим возможным результатам. Как правило, они поддерживают свободный рынок и не выступают против какой-либо концентрации власти (монополий), при условии, что это достигается ненасильственными средствами. Однако существует также меньшинство мягких пропертарианских либертарианских философий. Согласно этой умеренно левой либертарианской точке зрения, общество, основанное на индивидуальной свободе и равном доступе к природным возможностям, может быть достигнуто за счет пропорциональной компенсации другим тем, кто претендует на частную собственность на более чем равную долю совокупной стоимости природных ресурсов, при отсутствии каких-либо улучшений.
Непропертарные либертарианские философии считают, что свобода - это отсутствие иерархии и требует выравнивания системно принудительных и эксплуататорских структур власти. С этой либертарной социалистической точки зрения общество, основанное на свободе и равенстве, может быть достигнуто путем отмены авторитарных институтов, которые контролируют определенные средства производства и подчиняют большинство классу собственников или политической и экономической элите. Неявно он отвергает любые полномочия частной собственности и считает, что для кого-то незаконно заявлять о частной собственности на какие-либо производственные ресурсы в ущерб другим. Либертарный социализм - это группа политических философий, которые продвигают неиерархическое, небюрократическое, безгосударственное общество без частной собственности на средства производства. Термин либертарный социализм также используется, чтобы отличить эту философию от государственного социализма. Либертарные социалисты обычно возлагают свои надежды на децентрализованные средства прямой демократии, такие как либертарианский муниципализм, собрания граждан, профсоюзы и рабочие советы.

### Раса и пол
Американские либертарианцы, особенно правые либертарианцы, выступают против законов, которые одобряют или наносят вред любой расе или полу. К ним относятся законы Джима Кроу, государственная сегрегация, запреты на межрасовые браки и законы, дискриминирующие по признаку пола. Точно так же они выступают против принудительных действий государства, законов о преступлениях на почве ненависти и антидискриминационных законов. Они не будут использовать государство для предотвращения добровольных позитивных действий или добровольной дискриминации. Большинство этих либертарианцев считают, что стремление к прибыли на рынке уменьшит или устранит последствия расизма, который они склонны считать по своей сути коллективистским. Это вызывает определенный диссонанс среди либертарианцев в федеральных системах, таких как Соединенные Штаты, где среди либертарианцев ведутся споры о том, имеет ли федеральное правительство право принуждать штаты изменять свои демократически созданные законы.

### Налогообложение
Некоторые деонтологические либертарианцы считают, что последовательная приверженность либертарианским доктринам, таким как принцип ненападения, требует безоговорочного морального сопротивления любой форме налогообложения, чувства, выраженного во фразе «Налогообложение - это воровство!». Они будут финансировать все услуги за счет безвозмездных взносов, сборов с пользователей частного права и защиты, а также лотерей. Другие либертарианцы поддерживают низкие налоги различных видов, утверждая, что общество без налогообложения столкнется с трудностями в предоставлении общественных благ, таких как предупреждение преступности и последовательная унифицированная правовая система для наказания нарушителей прав. Геолибертарианцы, в частности, утверждают, что только единый налог на арендную стоимость земли, обычно в сочетании с пиговским загрязнением и выходным пособием для интернализации негативных внешних эффектов и сдерживания истощения природных ресурсов, является неагрессивным, не искажающим и политически устойчивым.

### Добровольное рабство
Либертарианцы обычно считают, что добровольное рабство - это противоречие в терминах. Однако некоторые правые либертарианцы оспаривают утверждение Локка о том, что некоторые права неотчуждаемы, и утверждают, что даже постоянное добровольное рабство возможно и имеет обязательную силу по контракту. Известный либертарианец Мюррей Ротбард утверждал, что либертарианцы, рассматривающие детей как собственность родителей, оставляют платформу открытой для продажи детей в качестве рабов, когда родителям нужны финансы, и что люди, вступающие в добровольное рабство, скорее всего, будут, когда не будет альтернативы для выплаты долгов, но это не было принудительным, поскольку в рамках либертарианской платформы только правительство могло заниматься принуждением. Критики утверждают, что не существует морально обязывающего «договора о рабстве».

## Стратегия

### Неучастие в голосовании
Некоторые либертарианцы, такие как агористы, используют отказ от голосования в качестве политической тактики, и вслед за анархистами-индивидуалистами XIX века, такими как Лисандр Спунер и Бенджамин Такер, голосование считается аморальной уступкой государственной легитимности. Другие, отстаивающие концепцию рационального невежества, рассматривают голосование как непрактичное и иррациональное поведение при анализе затрат и выгод. Другие более умеренные либертарианцы воздерживаются от голосования, чтобы выразить свое мнение о том, что нынешняя система сломана или недосягаема.
Помимо принципиальных и циничных не голосующих, многие либертарианцы интерпретируют голосование даже за неоптимального кандидата или политику как акт политической самообороны, направленный на минимизацию нарушений прав.

### Политические союзы
До недавнего времени американские либертарианцы были политически союзниками с современными консерваторами по экономическим вопросам и законам об оружии, в то время как они более склонны к союзничеству с либералами по другим вопросам гражданских свобод и невмешательству. Поскольку консерваторы все больше предпочитают протекционизм свободной и открытой торговле, популярная характеристика либертарианской политики как экономически консервативной и социально либеральной стала менее значимой. Либертарианцы могут голосовать за кандидатов от других партий в зависимости от личности и проблем, которые они продвигают. Палеолибертарианцы давно близки к палеоконсерваторам, выступая против вмешательства США и продвигая децентрализацию и культурный консерватизм.

### Революция
Либертарианцы в целом согласны с желательностью быстрых и фундаментальных изменений в динамике власти и институциональных структурах, но могут не соглашаться по поводу средств, с помощью которых такие изменения могут быть достигнуты. Ортодоксальные правые либертарианцы решительно выступают против насильственной революции как неэтичной и контрпродуктивной, однако в настоящее время растет число правых либертарианцев, вдохновленных Отцами-основателями Соединенных Штатов, которые верят в революцию как оправданное средство противодействия тому, что они считают коррумпированным правительством. Левые либертарианцы, особенно анархисты и социалисты, считают, что государство является определяющим центром структурного насилия, прямо или косвенно препятствуя людям удовлетворять их основные потребности, призывая к насилию в качестве самообороны и рассматривая насильственную революцию как необходимую для отмены капиталистического общества, главным образом для противодействия насилию, присущему как капитализму, так и правительству (некоторые из них также пришли к убеждению, что насилие, особенно самооборона, необходимо для уничтожения капиталистического общества), в то время как другие выступают за ненасильственную революцию через процесс двоевластия, а пацифисты рассматривают концепцию всеобщей забастовки как великое революционное оружие. Рыночные анархисты левого толка, такие как агористы, также выступают за различные формы ненасильственного сопротивления, сопротивления налогам или уклонения от уплаты налогов, публичные акты гражданской нелояльности и неповиновения, контрэкономику и подрывные чёрные рынки.